# Pierre-Auguste Renoir

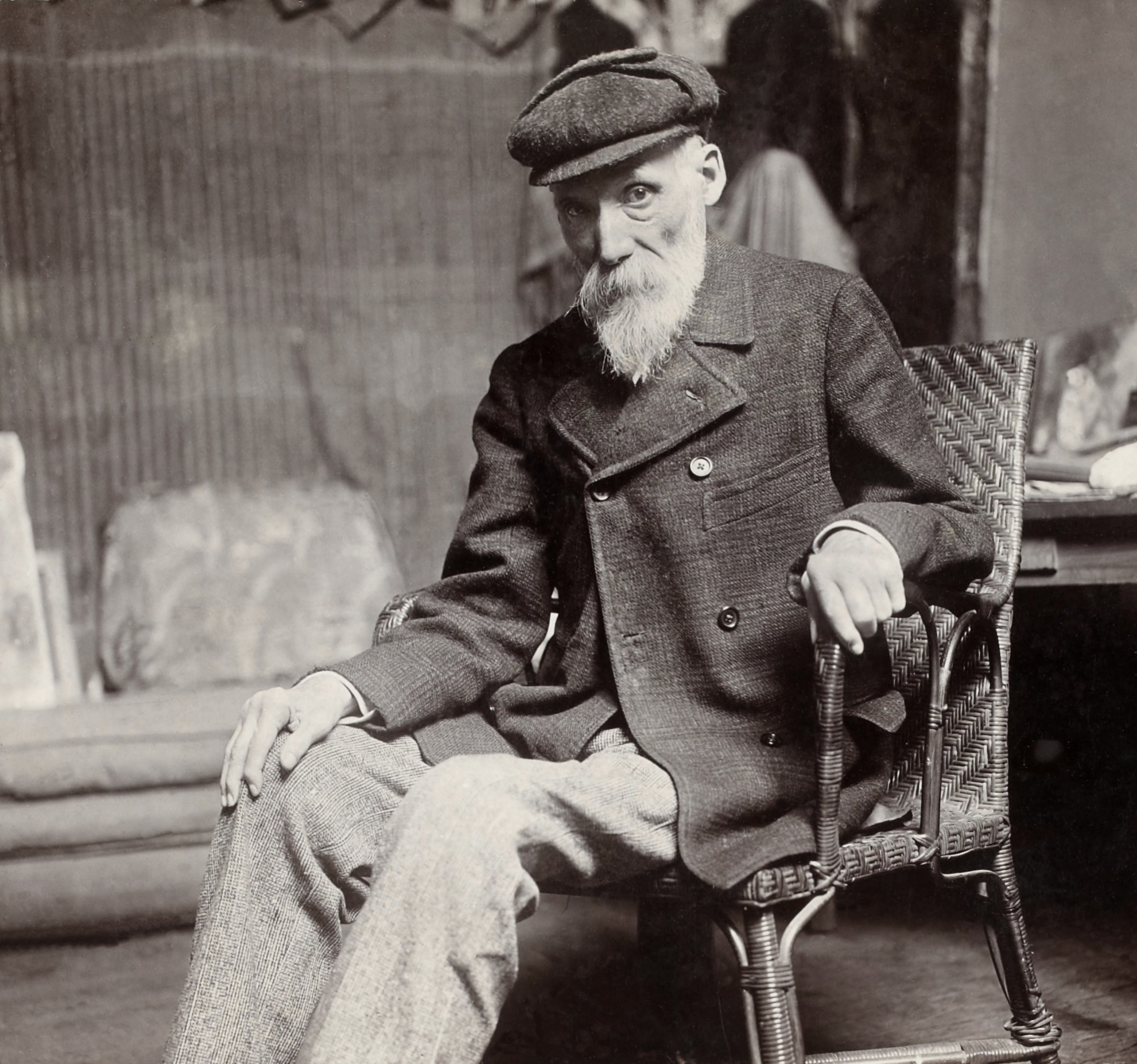
Pierre-Auguste Renoir omstreeks 1910

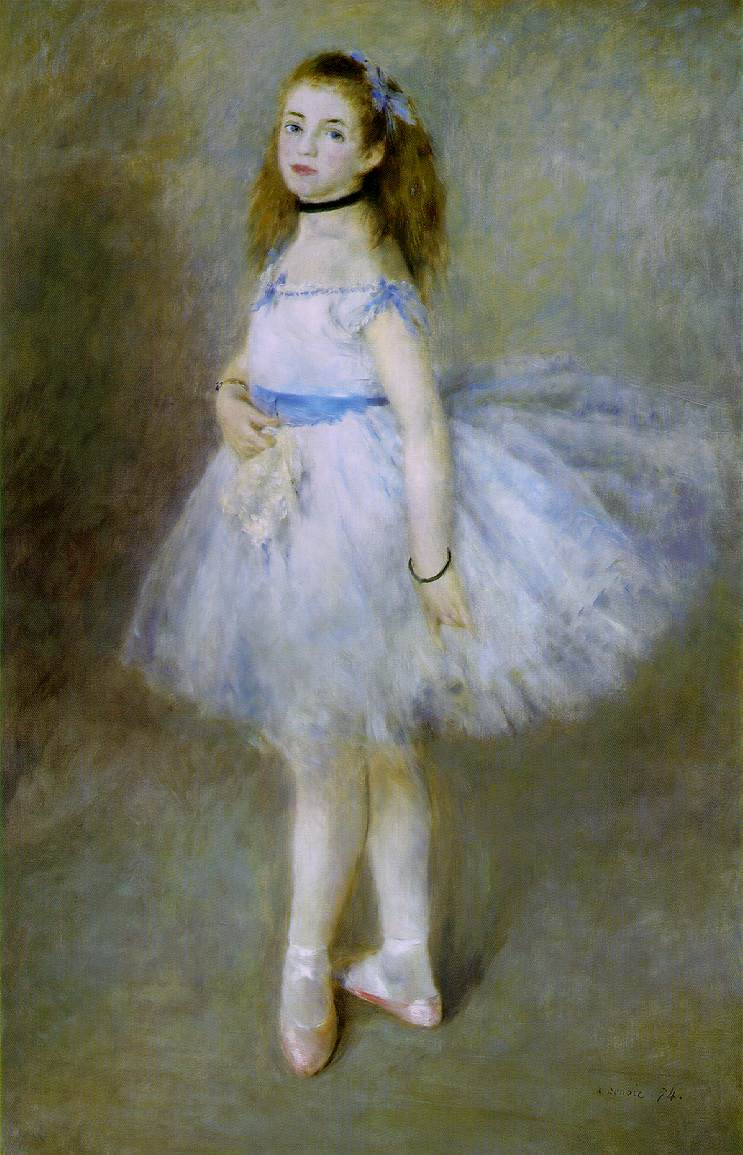
La Danseuse, 1874, National Gallery of Art, Washington

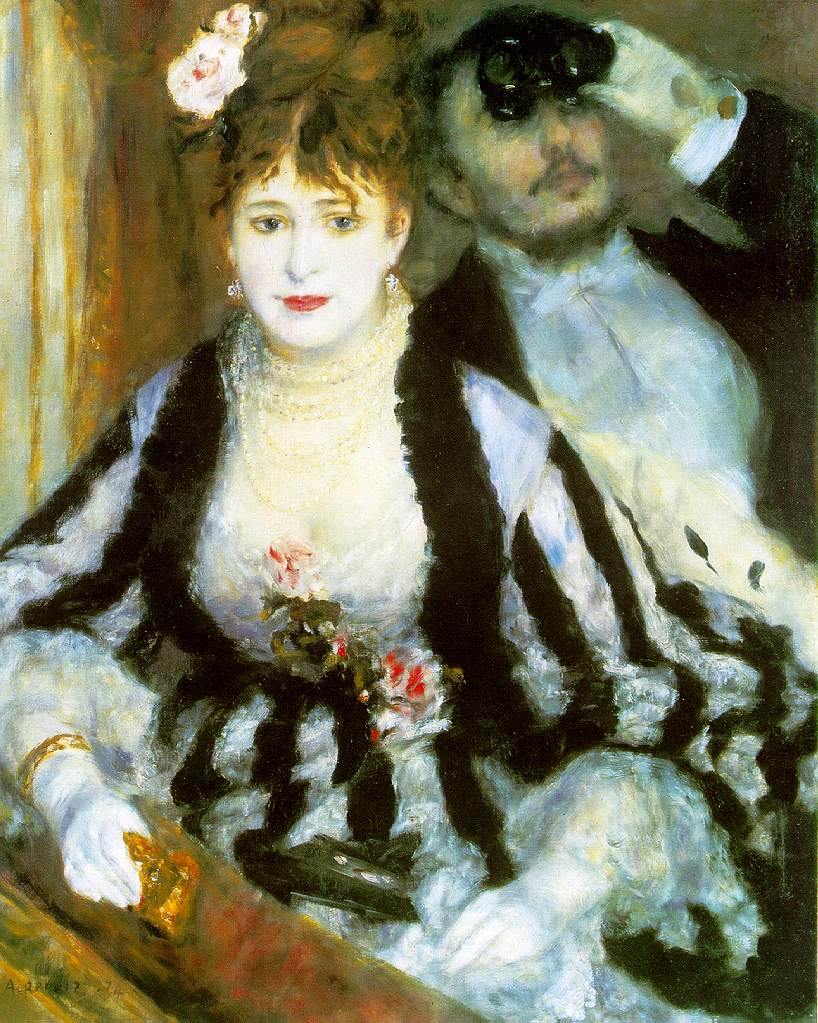
De loge, ca. 1874, Courtauld Gallery, Londen

Bal du Moulin de la Galette, 1876, Musée d'Orsay, Parijs

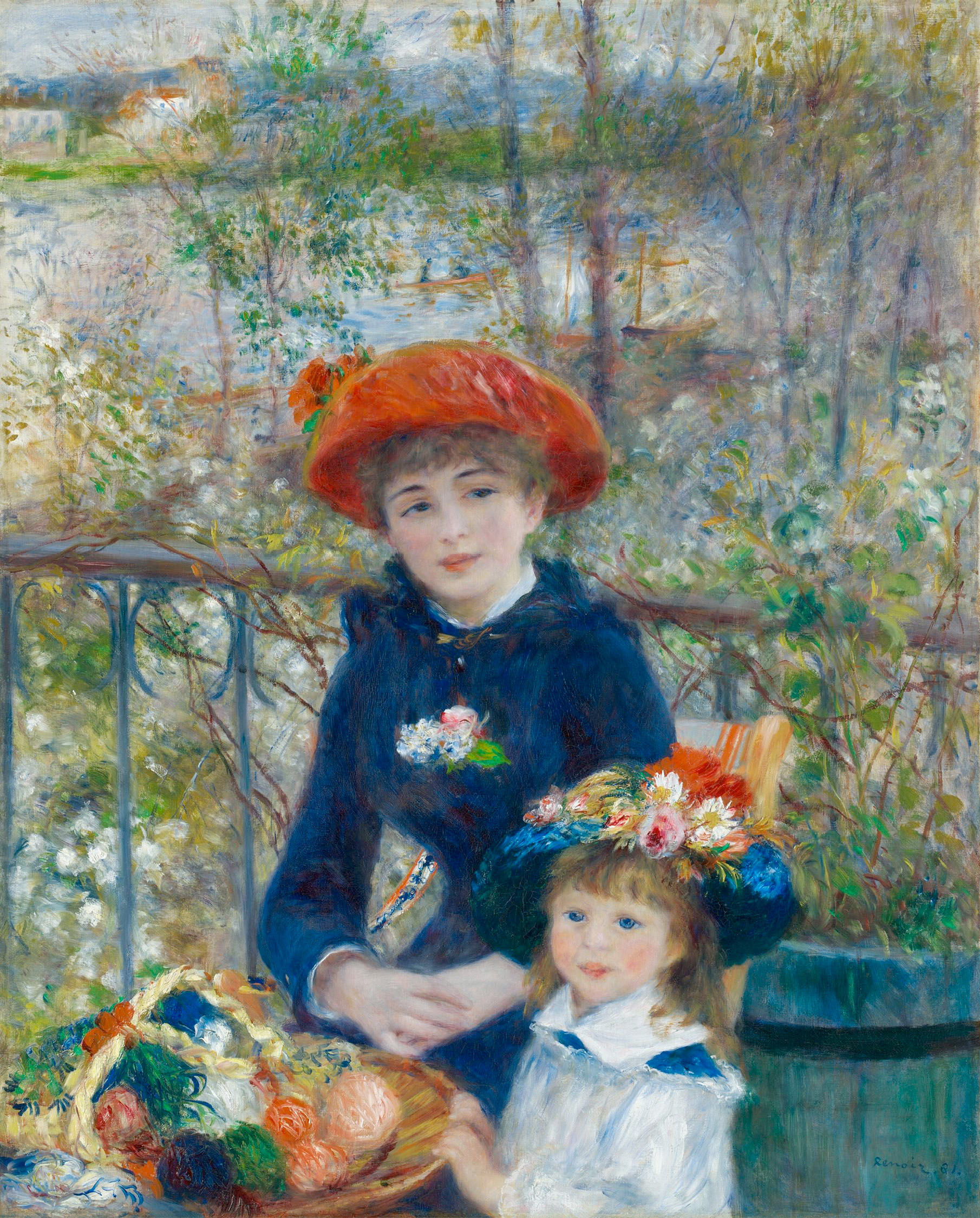
Twee zusjes (Op het terras), 1881, Art Institute of Chicago

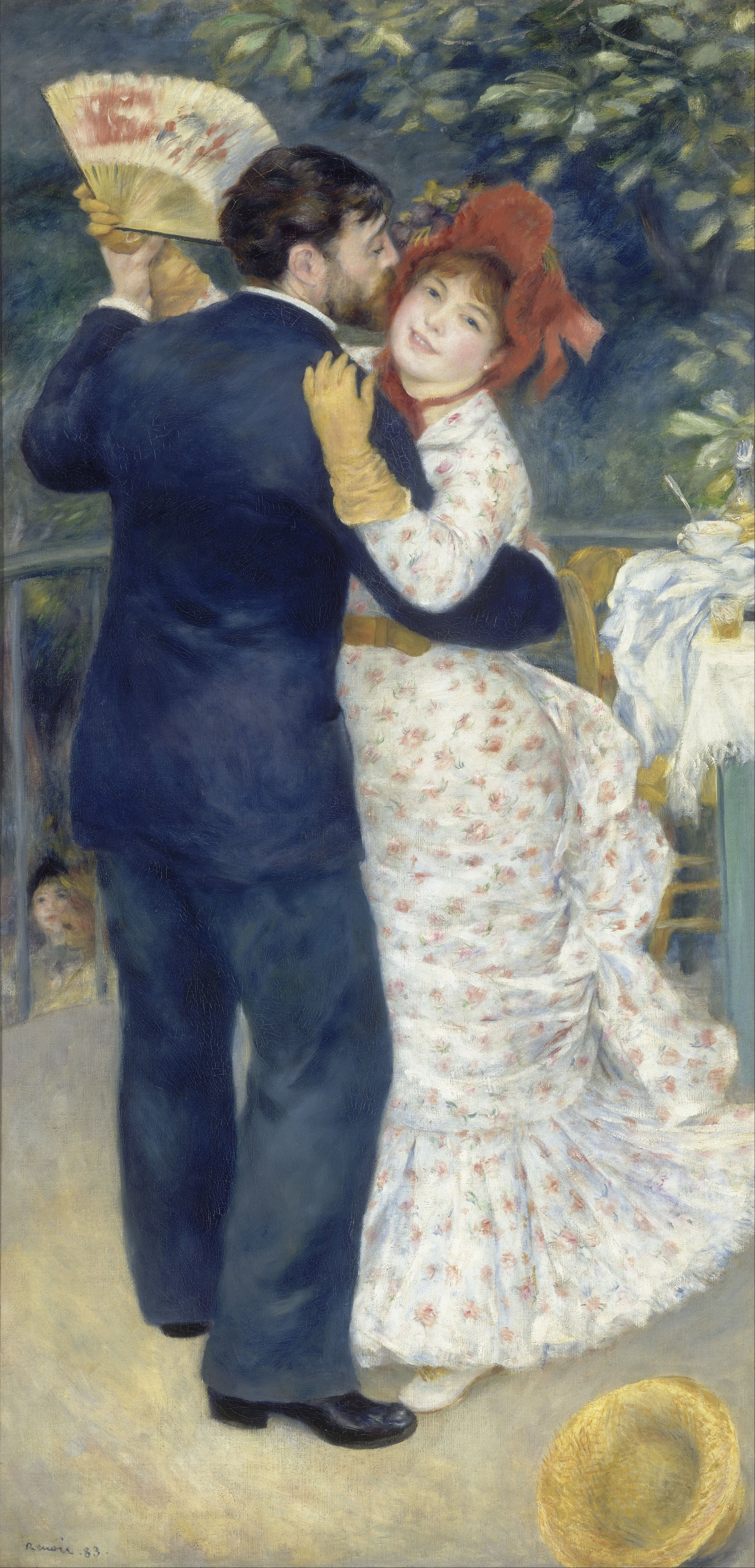
Dans op het platteland, 1883, Musée d'Orsay, Parijs

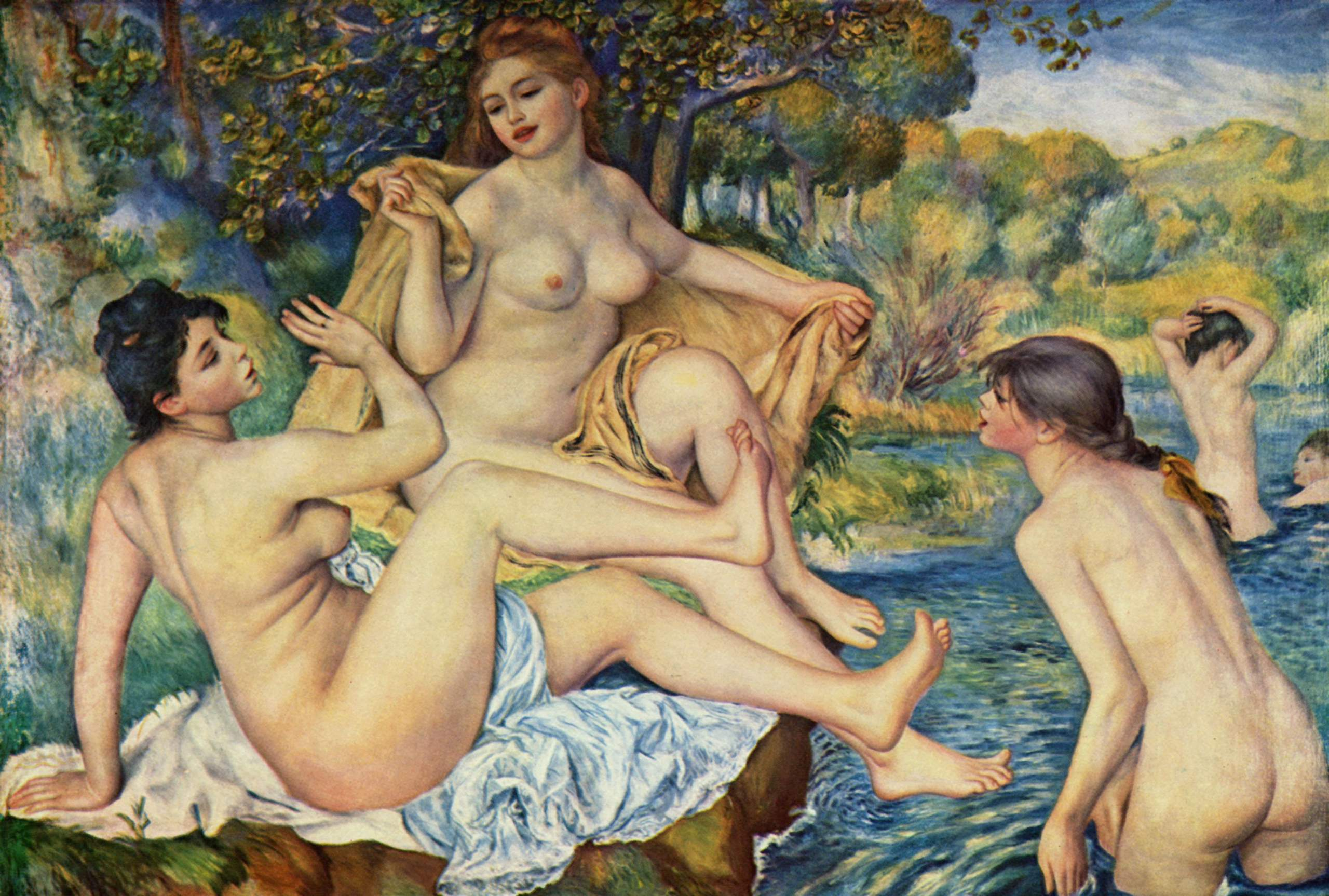
Les Grandes Baigneuses, 1884-1887, Philadelphia Museum of Art

Pierre-Auguste Renoir (Limoges, 25 februari 1841 – Cagnes-sur-Mer, 3 december 1919) was een Frans impressionistisch kunstschilder.

## Biografie
Zijn vader, een kleermaker met een groot gezin, vestigde zich in 1845 in Parijs, in de hoop op een betere toekomst. Zijn moeder was naaister van beroep. Al op zijn twaalfde werkte Renoir als leerling-schilder. Hij schilderde decoraties in rococo-stijl op porselein. Toen dit proces werd geautomatiseerd, moest het bedrijf waar hij werkte zijn deuren sluiten.
In 1862 sloot hij zich aan bij de Atelier Gleyre van Charles Gleyre en maakte kennis met Claude Monet, Alfred Sisley en Frédéric Bazille, later ontmoette hij ook Camille Pissarro en Paul Cézanne. Hij exposeerde voor het eerst bij de Parijse salon in 1864; daarna weigerde de jury zijn werk, tot in 1867 zijn Lise werd geaccepteerd, een portret van zijn model en minnares Lise Tréhot.
In 1867 woonden Renoir en Monet bij Bazille. In de jaren daarna deelde hij een studio in Parijs met Bazille. Jonge kunstenaars poseerden daar voor elkaar. De zomer van 1869 bracht hij door met Monet in Bougival aan de Seine. Gezamenlijk werkten zij daar de principes van het impressionisme verder uit. In de jaren zeventig werkte Renoir in Argenteuil en Parijs en nam hij deel aan de tentoonstellingen van de impressionisten van 1874, 1876, 1877 en 1882.
In 1876 schilderde hij Bal du moulin de la Galette. Dit impressionistisch werk toont een middag in de Moulin de la Galette, een dansgelegenheid op een heuvel in Montmartre, op dat moment het hoogste punt van Parijs. Er bestaan twee versies van; een versie hangt in het Musée d'Orsay, de locatie van het andere werk is onbekend. Dit laatste werd in 1990 voor 78,1 miljoen dollar verkocht. Dit was toen het op een na duurste schilderij ooit verkocht.
Renoir ondervond eerder erkenning dan zijn vrienden. In 1879 en 1880 stuurde hij verschillende portretten in voor de Salon.
In 1880 ontmoette hij Aline Charigot, een vrouw van eenvoudige komaf, met wie hij trouwde in 1890. Zij kregen drie zonen: Pierre (1885), Jean (1894), die later een bekend filmregisseur werd, en Claude (1901). Acht jaar vooraf aan zijn huwelijk had hij een buitenechtelijke dochter verwekt bij Lise Tréhot. Hij zou haar bestaan voor zijn echtgenote altijd verzwijgen. Zijn kinderen vernamen pas na Renoirs overlijden dat ze nog een halfzuster hadden.
In 1881 reisde hij naar Algerije, later ook naar Spanje en Italië. In de loop van de jaren tachtig liet hij de impressionistische stijl achter zich, en begon een zoektocht naar een vastere vorm en compositie. Hij werkte heel precies en nauwgezet, met een koeler en gladder kleurgebruik. Later keerde Renoir terug naar de warme kleuren en de vrijere penseelvoering. Hij schilderde veel naakten in warm zonlicht (Les Baigneuses).
In 1886 werden 32 van zijn werken door de kunsthandelaar Durand-Ruel tentoongesteld in New York, waarmee de grote Amerikaanse markt werd geopend voor het impressionisme.
In 1888 kreeg Renoir een eerste aanval van reumatoïde artritis, een vorm van reuma, die zijn vingers verlamden. Ondanks de pijn werkte hij door, met een penseel aan zijn pols gebonden.
In april 1915 raakt zijn tweede zoon Jean als soldaat in de Eerste Wereldoorlog vrij ernstig gewond aan een dijbeen en zou de rest van zijn leven daardoor moeilijk lopen. Zijn vrouw Aline overleed in juni van dat jaar. Zijn oudste zoon Pierre, die ook soldaat was, raakte ernstig gewond aan zijn rechterarm, die daardoor blijvend verlamd raakte. Kort voor zijn dood op 78-jarige leeftijd in 1919 bezocht Renoir het Louvre, dat intussen schilderijen van hem in de collectie had opgenomen.
Renoir vervaardigde 4019 schilderijen, 105 aquarellen en 530 tekeningen, waarvan 148 pasteltekeningen.
Renoir werd begraven in Essoyes, naast Aline. Zijn jongste twee zonen zijn na hun dood ook daar begraven. Zijn laatste woonhuis in Cagnes-sur-Mer in Zuid-Frankrijk, nabij Nice, is thans het Musée Renoir en is te bezichtigen. Het huis staat in een grote tuin met olijfbomen.

## Schilderijen
- Portret van Romaine Lacaux (1864)
- Cabaret de la mère Anthony (1866)
- Lise met parasol (1867), Museum Folkwang, Essen, Duitsland
- 's Zomers (1868)
- De clown (1868)
- De verloofden (circa 1868), Wallraf-Richartz-Museum, Keule, Duitsland
- La Grenouillère (1869), Nationalmuseum, Stockholm, Zweden
- La Promenade (1870)
- Monet Painting in His Garden at Argenteuil (1873)
- Portret van Charles Le Coeur (1870-74)
- De loge (1874)
- Woman with Fan (1875)
- Femme vue de dos, 1875-1879, Musée Malraux, Le Havre
- De schommel (1876)
- Girl with a Watering Can (1876)
- Bal du moulin de la Galette, Montmartre (1876)
- Portrait de Nini Lopez (1876), Musée Malraux, Le Havre
- La première sortie (1877)
- De dagdroom (1877)
- Mevrouw Georges Charpentier en haar kinderen (1878)
- Jeanne Samary (1879)
- Acrobats at the Circus Fernando (1879)
- Lunch van de roeiers (1880-1881)
- Baie de Salernes of Paysage du Midi (1881), Musée Malraux, Le Havre
- Twee zusjes (Op het terras) (1881)
- The Piazza San Marco, Venice (1881)
- Blonde Bather (1881)
- Dans op het platteland (1883)
- Dans in de stad (1883), Musée d'Orsay, Parijs
- By the Seashore (1883)
- Umbrellas (1883)
- Dance at Bougival (1883)
- Fog at Guernsey (1883)
- Children on the Sea Shore in Guernsey (1883)
- The Bay of Moulin Huet Seen Through the Trees (1883)
- Children's afternoon in Wargemont (1884)
- De paraplu's (1878-1886)
- De grote baadsters (1884-1887)
- Girl with a Hoop (1885)
- Bathers (1887)
- The Bather (After the Bath (1888)
- In the Meadow (1890)
- The Apple Sellers (1890)
- Two Girls at the Piano (1892)
- Vase of Chrysanthemums (1895)
- Le Chapeau épinglé (1897), lithografie
- La baigneuse endormie (1897)
- Coco (1905)
- The Farm at Les Collettes, Cagnes (1908-1914)
- Het oordeel van Paris (1913-1914)
- The Concert (1918)

## Musea
Schilderijen van Piere-Auguste Renoir zijn opgenomen in de collecties van diverse musea, onder andere:
- Metropolitan Museum of Art en Museum of Modern Art in New York
- Fine Arts Museums of San Francisco
- Louvre, Musée d'Orsay en Musée de l'Orangerie in Parijs
- Hermitage in Sint-Petersburg
- Minneapolis Institute of Arts in Minneapolis
- Museum of Fine Arts in Houston
- National Gallery of Art in Washington
- National Gallery in Londen
- Neue Pinakothek in München
- Städel Museum in Frankfurt am Main
- Musée Renoir in Cagnes-sur-Mer
- Nationale Galerie in Praag
- Alte Nationalgalerie in Berlijn